# Materialismo
(Paul Henri Thiry d'Holbach, Il buon senso, ossia idee naturali opposte alle soprannaturali; paragrafo 39)
Il materialismo è la concezione filosofica solitamente monista per la quale l'unica realtà che può veramente essere detta esistere è la materia e tutto ciò che deriva dalla sua continua trasformazione. Ciò vale a dire che, fondamentalmente e sostanzialmente, tutte le cose hanno una natura materiale; ovvero che il fondamento e la sostanza della realtà sono materiali.

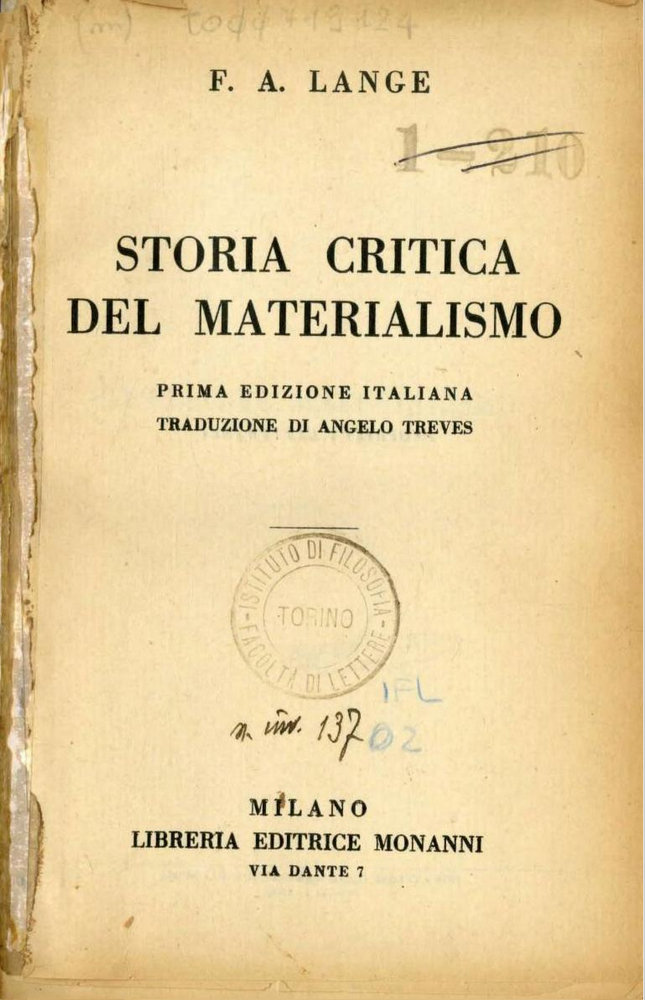
Frontespizio di Storia critica del materialismo, di Friedrich Albert Lange, in una traduzione italiana del 1932.

Secondo questa filosofia, le realtà definite spirituali non esistono (essendo solo parole che definiscono le sensazioni prodotte da impulsi fisici) oppure sono anch'esse, come in Epicuro, composte da materia più leggera.
Questa concezione si contrappone al dualismo tra materia e spirito, alle varie forme di spiritualismo, nonché all'immaterialismo più radicale di alcune filosofie come quella di Berkeley, e di quelle religioni monistiche per le quali lo spirito è l'unica realtà. Posizioni intermedie sono quelle che non fanno invece alcuna distinzione tra materia e spirito, oppure che giustificano il materialismo come un proiezione inevitabile del modo di funzionare della mente umana pur ritenendolo inconsistente.
Nella misura in cui nega l'esistenza di alcuna realtà non materiale, il materialismo è spesso inteso quasi come sinonimo di ateismo. Tuttavia in un senso più ristretto si può definire come materialista una concezione ontologica secondo la quale l'unica sostanza esistente è la materia, nelle sue varie forme. In questo senso, si può parlare persino di materialismo religioso, laddove si neghi l'esistenza dell'anima come sostanza distinta dal corpo, come ad esempio in alcune filosofie induistiche e in alcune teologie (minoritarie) ebraico-cristiane (secondo le quali il concetto di anima è un inserto estraneo di derivazione greca del quale si potrebbe fare a meno).

## Aspetti
Dal punto di vista ontologico il materialismo si inquadra storicamente all'interno del monismo.
La materia, quindi, fonda e sostanzia (in senso aristotelico) la realtà tutta, e ciò significa che ciò che non appare come materiale è comunque riconducibile ad essa, o come effetto materiale non riconosciuto o come suo epifenomeno. Questo concetto di epifenomenismo di ciò che è materia ma non appare tale è stato espresso dal biologo e pensatore materialista Thomas Huxley, che vedeva nel concetto di "coscienza" l'espressione di un fenomeno del sistema nervoso in determinati stati tale da venire considerato solo impropriamente come "non attribuibile" ad esso.
Il termine ‘'materialismo'’ nel suo significato moderno compare nel 1674 ad opera di Robert Boyle, il grande chimico inglese, che in ‘'The Excellence and Grounds of the Mechanical Philosophy'’ indica con esso (ma senza condividerlo) un indirizzo di pensiero che individua nella materia la causa unica dell'’essere.  Va da sé che la concezione materialistica può venire anche compresa e definita nella sua opposizione alle dottrine idealiste, di cui la prima e rimasta più famosa è quella di Platone. Non meno oppositiva, ovviamente, rispetto alle dottrine spiritualiste di tipo asiatico – Vedānta, Buddhismo, Taoismo – che concepiscono la realtà come fondamentalmente monistica, senza distinguere materiale e spiriturale, a volte in forma panteistica, come nel taoismo.
Forme di materialismo sono però riscontrabili sin dalla metà del Quattrocento e messe opportunamente in rilievo da Georges Minois nel suo Storia dell'ateismo (1988). Minois vede infatti nella nascita del principio della doppia verità intorno all'inizio del Quattrocento il precedente di una dicotomizzazione fede/scienza, dove la prima si occupa dello spirito (del divino) e la seconda della materia (la realtà percepibile). Il pieno Rinascimento del Cinquecento è già decisamente immerso in derive materialistiche, a cominciare da Pietro Pomponazzi per arrivare a Giulio Cesare Vanini, con il quale il materialismo, in forma panteistica, si fa sempre più evidente, scatenando le reazioni dell'Inquisizione.
Il termine soffre anche di una notevole equivocità. Esso viene infatti identificato impropriamente con ateismo, ma ciò non è vero in assoluto, perché se è pur vero che l'ateismo è quasi sempre materialistico, esistono anche forme di ateismo che è possibile definire spiritualistico (pur non essendoci una netta divisione, come detto, in quanto i concetti teorici vengono considerati illusori e vuoti, all'interno di una filosofia non monista, ma anche non dualista), come il Buddhismo delle origini (in cui il Buddha ignora spesso volutamente, nei propri discorsi, il concetto di divinità, ritenendolo non utile) e la Shamkhya, mentre vi sarebbero forme definite di "teologia materialistica", come quella di Thomas Hobbes in epoca moderna.
Un'originale fusione occidentale moderna di materialismo atomistico e spiritualismo neoplatonico, in un pensiero monistico e panteistico, è presente invece nella concezione filosofica di Giordano Bruno.
Un altro comune fraintendimento è quello che associa il materialismo a un tipo di etica priva di legittimazione metafisica, e quindi proiettata a soddisfare solo i bisogni più materiali ed egoistici. In questo caso diventa impropriamente sinonimo di edonismo o di pragmatismo.

## Nel tempo

### Introduzione
Una delle difficoltà maggiori nell'approccio al materialismo sta nel districarsi tra la molteplicità dei suoi indirizzi storicamente identificati o nelle qualifiche che, specialmente in epoca moderna, i vari teorizzatori di esso hanno dato come sua “forma” specifica. Basti ricordarne alcuni (cosmologico, metafisico, gnoseologico, metodologico, meccanicistico, vitalistico, storico, dialettico, culturale, psicofisico, ecc.) per rendersi conto di come sia necessario comprendere bene quali siano veri indirizzi teorici e quali no.
Una distinzione essenziale da porsi a proposito di materialismi può anche essere quella di distinguere i materialismi su base ontologica da quelli su base etica o sociologica. Da questo punto di vista sono materialismi ontologicamente fondati quelli di Meslier, di La Mettrie, di d'Holbach e di Diderot, non quelli di Marx ed Engels, o di Nietzsche, dove la tesi materialistica di fondo è solo un puntello teorico per una rifondazione dei rapporti politici o sociali.

### Antichità
Nell'antichità sono rilevabili due indirizzi principali del materialismo, uno in India e uno nella Grecia Ionica. Il primo è perlopiù noto come Chārvāka, ma anche come Lokayata o come Nastikà (negazione dell'anima). La Grecia Ionica è invece la fucina culturale nella quale si sviluppa quell'indirizzo di pensiero che dai cosiddetti Naturalisti (Talete, Anassimandro, Anassimene) porta nel V secolo a.C. ad Anassagora e a Leucippo, ed è a questi (dopo il suo trasferimento da Mileto ad Abdera) che va attribuita la prima formulazione dell'Atomismo come forma più antica e coerente di materialismo, che viene poi sviluppata da Democrito.
Della dottrina Chārvāka si sa pochissimo poiché i materialisti indiani non erano dei teorici, limitandosi a proclamare l'assenza dell'anima e di ogni altra entità immateriale. Le uniche testimonianze su di loro le abbiamo da coloro che li combattevano. Tra le poche notizie pervenute, quelle di un certo Kesambali (citato nel Diganikàya) che negava il "Saṃsāra" (il ciclo delle rinascite), e dei versi di memento mori di intonazione materialista ed edonista (affini all'occidentale carpe diem), attribuiti a Brihaspati.
(Brihaspati)
Sull'atomismo greco siamo ben documentati per quanto gli scritti originali siano stati completamente distrutti. Grazie al lavoro straordinario di Hermann Diels (1848-1922) abbiamo a disposizione, oltre alle testimonianze e interpretazioni di Aristotele, una raccolta di frammenti forse trascritti da originali che ci permettono di definirne abbastanza bene alcuni aspetti (Doxographi Graeci del 1879 e Fragmente der Vorsokratiker del 1903, rivisto poi da Walter Kranz nel 1922). Ma altri, soprattutto quelli di carattere ontologico, appaiono molto contraddittori ed equivoci. Questo dipende dal fatto che la figura di Leucippo è sfuggente (Epicuro addirittura ne negava l'esistenza) e i suoi scritti sono rifluiti in quelli democritei.

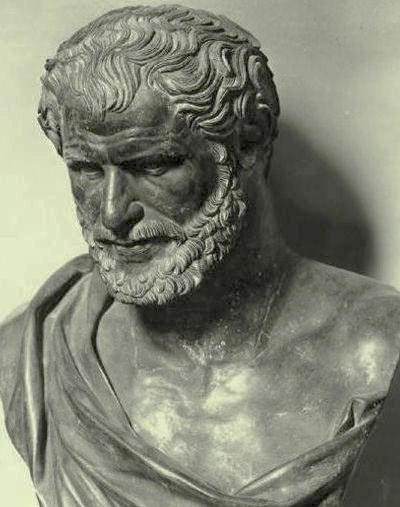
Democrito

Si sa per certo che l'abderita Democrito è stato allievo di Leucippo, ma essendoci soltanto pervenuto un corpus democriteum di scritti, che non fa distinzione tra il maestro e l'allievo, diventa molto difficile capire ciò che sia farina del sacco di questo rispetto a quello. Quel che è certo è che le contraddizioni sono plateali, specialmente per quanto riguarda l'ambiguo alternarsi di necessità e caso come cause del movimento degli atomi, ciò che genera i corpi materiali e l'’'essere'’ in generale. L'atomismo è stato fortemente combattuto da Platone e dalla sua scuola, ed è probabile che la distruzione degli scritti atomistici sia stata più intenzionale che determinata da eventi naturali.
Un'importante scuola materialistica è quella dei filosofi noti come Cirenaici, dal nome della città del Nord-Africa, Cirene appunto, in cui essa nasce grazie ad Aristippo (435-366 circa a.C.), che, come il suo avversario Platone, fu uno dei discepoli di Socrate. Essi non avevano interessi teorici, ma esclusivamente etici, e il loro è perciò un materialismo "pratico", che li porta a un edonismo "fisico" e materialistico radicale. Epicuro guarderà in minima parte ad essi, perché il suo sarà un edonismo piuttosto "intellettuale".
Per i Cirenaici il fine primario è perseguire i piaceri del corpo e gli aspetti positivi e "pratici" del vivere con gli altri, anche con una certa spregiudicatezza. Aristippo teorizzava anche l'"autosufficienza", ovvero il saper non dipendere da nessuno nel proprio vivere, e potere così fare a meno di tutti, all'occorrenza, per realizzare se stessi, senza tenere conto delle esigenze degli altri, considerate dei condizionamenti intollerabili. I piaceri del corpo andavano perseguiti senza esitazioni e remore, essendo negato dai Cirenaici ogni riferimento all'anima o a qualsiasi altra entità che non fosse materiale e corporea.
Dopo la morte di Democrito l'indirizzo atomista sembra cadere in un certo oblìo, finché Epicuro, alla fine del IV secolo a.C., non lo riporta in auge e i suoi allievi lo esportano nel mondo romano, soprattutto in ambito campano. L'aspetto più rilevante del pensiero epicureo dal punto di vista ontologico sta nell'aver conferito agli atomi il peso, mentre in Leucippo e Democrito essi erano forme, ma soprattutto nell'aver definito l'indeterminismo dei processi formativi, teorizzando il caso quale causa della parenklisis, la deviazione degli atomi in caduta verticale, solo grazie alla quale erano possibili gli scontri atomici. È però anche nell'etica che il materialismo di Epicuro trova un'importante espressione, specialmente in ragione della valorizzazione e del perseguimento dell'amicizia, ma anche della frugalità, della tranquillità d'animo (atarassia) e dell'eliminazione di ogni paura della morte. Il rapporto dell'uomo con la morte è infatti alternativo: "finché noi ci siamo essa non c'è, e quando c'è lei è perché noi non ci siamo già più".

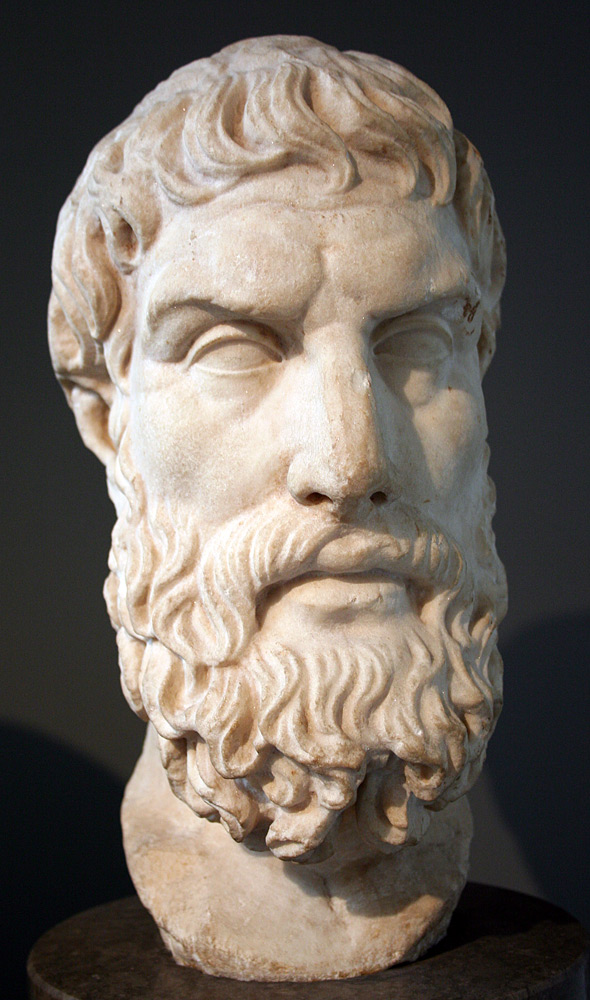
Epicuro

Epicuro riprende e amplia le basi teoriche di Democrito.
(Epicuro)
In concorrenza col pensiero epicureo fiorisce il pensiero stoico, di cui è iniziatore il cipriota Zenone di Cizio. A differenza dell'atomismo, che è pluralistico, lo stoicismo è monista e panteista. Per Zenone e i suoi seguaci il logos, la ragione divina, governa il mondo nei suoi cicli palingenetici, predisposti da un'intelligenza ordinatrice e immutabili. Alla fine di ogni Anno Cosmico si verifica una ecpirosi, o Grande Conflagrazione, e il cosmo si distrugge. Rinasce poi esattamente come prima per un altro processo cosmico identico e sino alla prossima ekpirosi.
È l'eterno ritorno stoico (da non confondere con quello nietzschiano), col quale si ripete sempre l'identico processo governato dalla necessità. Essa è l'effetto della Ragione divina che pervade il cosmo in ogni suo aspetto. Lo stoicismo non è un materialismo, perché i fenomeni della natura non avvengono secondo un determinismo cieco, ma sono guidati da un principio spirituale ad esso immanente che vi infonde il soffio vivificatore (o pneuma). Lo stesso Marco Aurelio, nei suoi Ricordi, invita a disprezzare la "carne" in quanto elemento soggetto alla legge della trasformazione della materia; a questa contrappone l'egemonikòn, che è la capacità razionale di dominarla. Ciò dal punto di vista ontologico, ma lo stoicismo è importante anche per la sua logica e la sua etica, e questa fu importante anche per il cristianesimo, mentre il panteismo verrà ripreso da Plotino e dai neoplatonici posteriori.
Sia lo stoicismo che l'epicureismo trovano nel mondo romano un forte interesse, ma gli stoici romani non danno grandi sviluppi, sia perché spesso lo stoicismo viene da essi fuso col platonismo, e sia perché si verifica un eclettismo e un sincretismo che fanno perdere di vista gli elementi teorici che caratterizzano movimenti di pensiero in origine antitetici e inconciliabili.
L'epicureismo trova una sua base in Campania, dove probabilmente Virgilio ne viene a conoscenza. La parabola dell'atomismo antico si chiude con Lucrezio (98-55 a.C.) che col poema De rerum natura realizza un'opera che è didascalica e poetica nello stesso tempo, e dove viene posto in maniera chiara il concetto di clinamen degli atomi.
In seguito il materialismo atomistico, con l'avvento del Cristianesimo, cade in un lungo oblio. Viene un poco ripreso nel Cinquecento il pensiero epicureo e lucreziano, ma principalmente per l'etica. Il Seicento vede invece una ripresa dell'atomismo fisico soprattutto da parte di Pierre Gassendi, che però ne dà una versione non più atea ma religiosa, in quanto il dio cristiano diventa la causa che gli atomisti antichi avevano visto nella dinamica degli atomi. Gli atomi, da creatori di realtà sono divenuti con Gassendi creazioni di Dio; e anche Newton, più tardi, riprenderà i concetti pluralistici dell'atomismo col suo concetto di “particelle elementari”, ma in una visione del mondo pervasa di religiosità.
Per quanto il cristianesimo abbia in generale affossato il materialismo, non manca qualche elemento materialistico in padri della chiesa e apologeti della prima ora come Tertulliano. Per questi l'anima è vista come elemento corporeo, portando a quella corrente minoritaria e perdente del cristianesimo che porta il nome di Traducianesimo. Secondo questa concezione l'anima non è infusa in ogni corpo direttamente da dio, ma viene trasmessa dai genitori ai figli con la copula.

### Secolo XVII
Il Seicento vede anche la nascita del meccanicismo, che ha notevole influenza sul materialismo posteriore ed è quindi dalla metafisica dualistica e meccanicistica cartesiana che vengono tratti stimoli per un rilancio del materialismo. Ciò almeno finché anche in Francia, e grazie specialmente a Voltaire, sarà il meccanicismo fisico di Newton a rimpiazzarlo e ad imporsi, affossando quello puramente metafisico di Cartesio. Ma in Francia questi continuerà ad aver un peso notevole nella cultura filosofica. La visione di Cartesio però restava sostanzialmente religiosa e la materia, la ‘'res extensa'’, veniva semplicemente scissa dalla “res cogitans'’, che nella sua forma originaria e creatrice (il dio cristiano) l'aveva generata. La materia però, una volta creata insieme con le leggi fisiche che la governano, si muoveva secondo Cartesio praticamente “da sola” in base a tali leggi, senza che dio vi mettesse più mano. Ed è proprio su questa base che i materialisti settecenteschi non faranno altro che togliere di mezzo la ‘'res cogitans'’, vedendola semplicemente come una forma della ‘res extensa’’ eliminando insieme anche dio e pervenendo quindi all'ateismo più radicale.
Questa nuova visione del mondo, materialistica ed atea, sarà ben espressa da La Mettrie, Helvétius, D'Holbach e Diderot.
Il pensiero cartesiano in questo rilancio del materialismo settecentesco ha quindi un ruolo importante, ma a causa di un sostanziale equivoco, o meglio, di un'operazione surrettizia. Tarpare un sistema dualistico di uno dei suoi termini e utilizzare l'altro per una teoria che vi si oppone è uno dei paradossi della storia della filosofa. Non è però illegittimo annoverare anche Cartesio tra i teorizzatori di una sostanza puramente materiale (res extensa), per quanto involontariamente.
Il pensiero cartesiano può essere considerato, ma solo in un certo senso, una materialismo “a metà”, in quanto si proponeva di spiegare la natura solamente in termini di oggettività e nessi causali, come si evince dal suo trattato in quattro libri del 1644 (Principia philosophiae), l'opera nella quale Cartesio espone in modo definitivo e chiaro la sua teoria ontologica. La posizione di Cartesio resta però fondamentalmente ed essenzialmente metafisica, quindi teologica, e rimane comunque sempre ondeggiante tra il meccanica e un idealismo molto vicino a quello platonico nel dividere l'essere in spirito (‘'res cogitans'’) e materia (‘'res extensa'’).

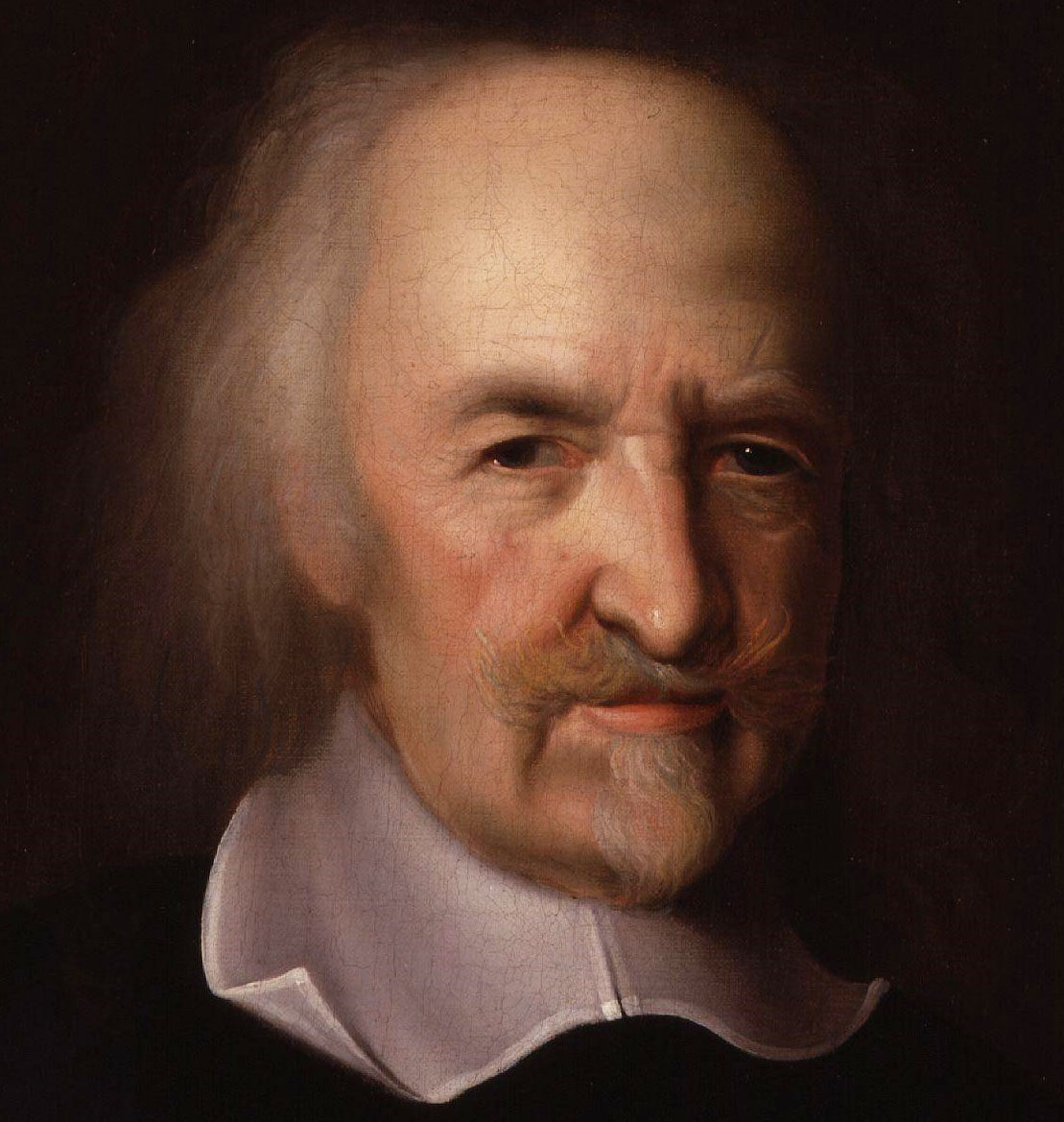
Thomas Hobbes

Il pensiero di Thomas Hobbes (1588-1679) può venire considerato un importante esempio di "materialismo cristiano". Egli non ha mai infatti posto in discussione la fede cristiana e la sua grande competenza biblica è presente in molti suoi scritti. Però il suo razionalismo è come se non tenesse conto di dio e mettesse del tutto da parte la rivelazione. Per Hobbes l'universo è sottinteso matematico, e l'uomo deve usare della sua intelligenza per "calcolare" sia gli elementi di esso e sia quelli del proprio esistere. Ma il pensiero hobbesiano trascura completamente l'ontologia per esprimersi nell'etica. Il suo punto di vista gnoseologico è che solo ciò che viene creato dall'uomo è conoscibile, e che si dà quindi vera scienza solo di ciò che fa l'uomo, mentre il resto è credenza. La corporeità, quindi la materialità, è l'unico oggetto della conoscenza, su cui la ragione è chiamata ad operare. La politica è la più alta forma di attività umana ed è la "filosofia civile" che deve studiare le società umane per definire e organizzare la miglior forma di governo. Tale forma è l'assolutismo monarchico, il Leviatano, il Dio-Uomo, lo stato; l'entità sovraindividuale a cui il cittadino deve reverenza e obbedienza assolute.
John Locke non era un materialista, ma è padre dell'empirismo inglese e quindi di una nuova maniera di guardare ai processi conoscitivi, negando ogni innatismo e sostenendo che solo i sensi sono la fonte di ogni nostra conoscenza. È dai sensi che entrano nel nostro cervello le fonti delle idee, che vengono elaborate poi a posteriori in molti modi, ma che non esisterebbero senza la materialità della percezione e della sensazione. Nel Saggio sull'intelletto Locke afferma: "I nostri sensi fanno entrare le idee nella mente... Non c'è nessun motivo di credere che l'anima pensi se prima i sensi non le abbiano fornito delle idee". Nell'etica Locke introduce un concetto puramente materialistico relativamente al bene e al male e dichiara: "È bene ciò che produce piacere o lo accresce...Al contrario è male ciò che produce o accresce il dolore o fa diminuire il piacere."  Il sensismo, l'empirismo e l'etica laicistica di Locke sono elementi fondamentali nello sviluppo del pensiero materialistico del Settecento.

### Il secolo XVIII
Il pensiero materialistico del Settecento raccoglie da quello precedente soprattutto quattro elementi: 1) il meccanicismo, sia nella forma cartesiana che in quella newtoniana (che la soppianterà completamente); 2) il pluralismo della fisica atomistica riportata in auge da Gassendi, rendendola compatibile col Cristianesimo; 3) Il monismo implicito nel deismo elaborato dai teologi inglesi nel XVII secolo; 4) l'edonismo epicureo rilanciato dalla letteratura libertina.
Si aggiunga poi il peso del pensiero di due materialisti come Meslier e Toland (ateo il primo e deista il secondo), nati ancora nel XVII secolo ma la conoscenza dei quali si sviluppa in pieno XVIII.

#### Jean Meslier
La vicenda di Jean Meslier, il prete che diventa ateo e ne dà testimonianza nel suo "Testamento", divenuto noto solo dopo la sua morte nel 1729, è stata devastante per il mondo cattolico, scatenando un odio e un disprezzo nei suoi confronti molto vivo ancora oggi. Si è fatto di tutto per svalutarne la componente teorica che invece, per quanto rozza, è coerente e importante. Quello di Meslier è un materialismo ateo radicale sul piano ontologico, accompagnato, sul piano etico, da una forte partecipazione al disagio e alle sofferenze degli umili e alla proposizione di un comunismo che anticipa tutti quelli formulati nel Settecento stesso, da Morelly e Deschamps, e ovviamente quelli ottocenteschi.

La tesi fondamentale di Meslier è ben espressa da brani del Testamento come questo: 

Per Meslier la materia è l'unica realtà ed è sempre esistita. Essa è eterna e in movimento, soltanto i corpi sono reali. Con una prosa un po' pesante e ripetitiva, ma chiara, egli sostiene: 
Assurda è anche l'idea di creazione del tempo che deve essa stessa avvenire nel tempo. Inoltre di quanto tempo dio ha avuto bisogno per creare il tempo?

Assurda è l'idea di creazione dello spazio: prima di questa creazione dove stava dio? Da nessuna parte, quindi ciò che è da nessuna parte non è, e ciò che non è può aver creato soltanto il nulla.»

#### Newton
Isaac Newton non era sicuramente un materialista, però involontariamente, con le sue scoperte scientifiche, ha fornito nuovi spunti al materialismo, com'era anche avvenuto per Cartesio. La differenza sta nel fatto che il meccanicismo cartesiano aveva fondamenti solo metafisici, mentre quello newtoniano derivava da fondamenti esclusivamente fisici. Egli ha anzi utilizzato la sua fisica proprio per fare apologetica cristiana, come aveva anche fatto in qualche maniera Galileo, ma ciò non toglie che il nuovo orizzonte aperto da Newton sulla cosmologia abbia favorito la nuova mentalità illuministica, più laica e in direzione del materialismo.

#### John Toland
John Toland (1670-1722) è un filosofo particolare nel panorama della filosofia del Settecento. Irlandese di nascita, è stato un deista della prima ora, ma ha sviluppato il deismo in direzione materialistica. La sua visione però è tutt'altro che atea, ma religiosa e panteista. Anzi, è colui che con l'opera Pantheistikon ha reso circolante il termine nella filosofia moderna. I suoi punti di partenza sono la filosofia di Locke e il Socinianesimo, quella dottrina cristiana che nega la Trinità. L'estroso e scorbutico Toland dopo Chistianity not mysterious con la quale fa un'operazione revisoria delle sacre scritture viene espulso per blasfemia dall'Irlanda e inizierà il suo vagabondaggio per l'Europa. Egli appartiene alla categoria dei freethinkers, dei pensatori che non negano la religione cristiana, ma ne mettono radicalmente in discussione la dottrina.
Toland vuole revisionare il panteismo spinoziano, che è per lui troppo spiritualistico, in uno più materialistico. Ma va oltre nel sostenere che la materia ha il moto in sé da sempre e questo implica la sua eternità e quindi che dio non l'avrebbe creata. La materia è per Toland necessariamente dinamica e il punto è che per esser dinamica deve possedere intrinsecamente movimento e forme che non sarebbe stato dio a dargli. Però Toland glissa sull'argomento per evitare altri guai e dice nella IV Lettera a Serena: "Il mio compito è dimostrare che la materia è necessariamente attiva ed estesa, quindi spiego le sue caratteristiche, ma non mi intrometto nelle dispute sulla sua origine e durata".
Ma nella V Lettera a Serena arriva a dire: "Le parti del cosmo sono dentro un processo costante di distruzione e produzione, produzionee e distruzione; i grandi sistemi hanno movimenti incessanti e così le particelle più piccole, mentre i globi centrali dei vortici ruotano attorno al proprio asse e ogni particella del vortice gravita verso il centro. I nostri corpi, per quanto possiamo illuderci, non differiscono per nulla da quelli delle altre creature.".  Il concetto di vortice era stato posto da Democrito come "causa della generazione di tutte le cose" ed era stato ripreso da Cartesio che lo aveva posto alla base del meccanicismo della res extensa, un principio che i materialisti del Settecento hanno utilizzato in vario modo.

#### La Mettrie
Julien Offray de La Mettrie (1709-1751) è divenuto noto nella cultura atea francese attraverso ‘'L'uomo macchina'’, apparso nel 1748, nel quale viene esposta la sua filosofia atea su base biologistica. Prima di questo testo fondamentale dell'ateismo materialistico settecentesco egli, medico di professione, aveva redatto alcuni lavori dove esponeva le teorie iatro-meccaniche apprese all'Aia dal biologo Boerhave, uno dei padri del meccanicismo biologico. Aveva preceduto ‘'L'uomo macchina'’ l'altro saggio ‘'Storia dell'anima'’, dove si sosteneva la materialità dell'anima, ma in esso l'ateismo restava un poco camuffato, mantenendosi sul filo di un agnosticismo con notevoli concessioni al deismo, parlando di “un'Intelligenza suprema e universale che si manifesta chiaramente in tutta la natura”.

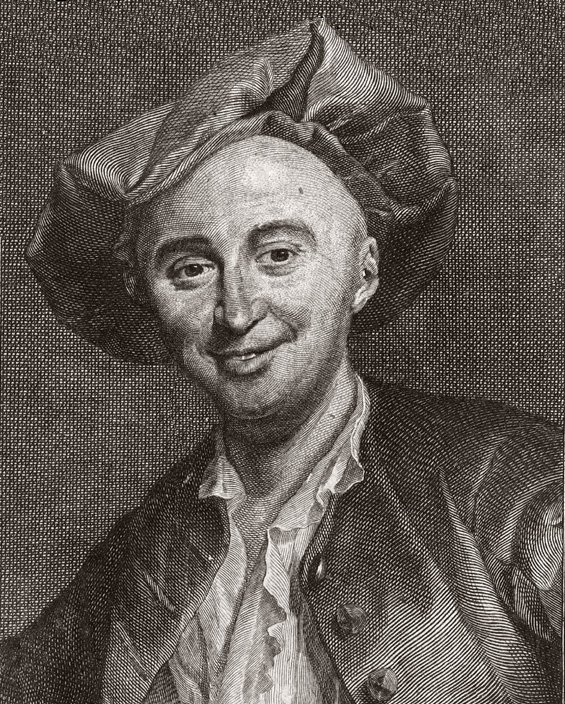
Julien Offray de La Mettrie

Ancora debitore di uno pseudo-cartesianesimo che aveva assunto a propria base la ‘'res extensa'’ eliminando del tutto la ‘'res cogitans'’, La Mettrie espone un ateismo materialistico fondato sulle sue esperienze mediche e biologiche, non privo di qualche approssimazione e contraddizione ma con una prosa scorrevole, ricca di ironia e con qualche battuta sarcastica. Si tratta indubbiamente di una novità in campo filosofico e la sua importanza sta anche nel fatto che, come più tardi Diderot, egli non è dogmatico come lo sono Helvétius e D'Holbach, sostenitori di un materialismo ateo deterministico e poco flessibile.
La Mettrie appare piuttosto come un provocatore che sconvolge la mentalità comune, ma senza proporre un vero sistema filosofico alternativo come D'Holbach.
La sua è anche una filosofia sensistica dove i sensi hanno un ruolo fondamentale e per la quale – come aveva già sostenuto Locke, a cui La Mettrie certamente guarda – nella mente non nasce alcuna vera idea al di fuori delle esperienze dei sensi. L'anima è materiale e la riconosciamo soltanto dopo aver conosciuto bene il nostro corpo con i sensi: “È soltanto a posteriori, cioè distinguendola dagli organi del corpo, che potremo chiarirci le idee su che cosa sia la natura dell'uomo”.
Solo l'anatomia comparata, che studia il corpo dell'uomo in relazione a quello degli altri animali, può far luce su che cosa esso sia e quindi ”La stessa conformazione e la stessa disposizione di tutte le parti con l'unica differenza che l'uomo ha il cervello più grande e ricco di circonvoluzioni in rapporto alla massa corporea". Se si tiene presente che Cartesio considerava gli animali come pura ‘'res extensa'’ e delle macchine biologiche assimilabili alle cose materiali, con l'unica eccezione dell'uomo perché dotato di pensiero e quindi di '’res cogitans'’ simile a quella di Dio, si vede allora come la rivoluzione di La Mettrie consista nel fare dell'uomo un animale come gli altri e quindi una macchina.
Molto prudentemente, per proclamare il proprio ateismo egli usa l'espediente di far finta di riferire le parole di "un amico francese" e non le proprie, sostenendo nel ‘'L'uomo macchina‘': "Se l'ateismo fosse universalmente diffuso tutte le religioni sarebbero distrutte e tagliate alle radici. Non ci sarebbero più guerre teologiche né i soldati di religione, che sono terribili! La natura, ora infettata da questo sacro veleno riprenderebbe i suoi diritti e la sua purezza". 
In La Mettrie c'è anche l'esaltazione del corpo, perché è attraverso esso che si conseguono la maggior parte dei piaceri ("L'organismo corporeo è il primo merito dell'uomo") e con cui si fa fronte ai bisogni indotti dalla natura e non dalle fantasie. La natura ha dato all'uomo gli strumenti per soddisfare ogni bisogno e "Questi mezzi sono i diversi gradi di quella sagacia che si chiama istinto negli animali e che prende il nome di anima nell'uomo".
La natura è per La Mettrie il concetto basilare, e contrariamente a Helvétius e d'Holbach egli è un indeterminista. Per lui il caso esiste: “Il caso ha gettato noi nella natura, mentre tanti altri, per mille cause, non sono nati e sono rimasti nel nulla. "Il nostro obbiettivo è allora di vivere tranquillamente, comodamente e serenamente”. Egli abbozza anche un tipo di selezione naturale: “Gli animali in grado di sopravvivere sono quelli capaci di riprodursi. Quelli risultati privi di qualche parte necessaria si sono estinti. Per la natura, come per l'arte, la perfezione [biologica] non è l'opera di un giorno”.
In "L'anti-Seneca o Discorso sulla felicità" La Mettrie espone il suo edonismo attaccando l'etica degli Stoici, che esaltavano il sacrificio per arrivare alla virtù, cominciando col dire: “Questi filosofi sono severi e tristi, noi invece saremo dolci e allegri. Essi dimenticano il corpo per essere tutt'anima, noi invece saremo tutto-corpo”.  La distinzione tra virtuosi e viziosi per La Mettrie non ha molto senso, e nemmeno l'istruzione è importante perché il nostro fine è conseguire la felicità; e siccome il corpo è fondamentale per essa, certi ignoranti “Dormono, mangiano, bevono e vegetano trovando il piacere. È bravo chi sa essere felice”.

#### Helvétius
Claude-Adrien Helvétius (1715-1771) concentra le sue attenzioni filosofiche sul problema etico ed educativo. Appartenente ad una élite intellettuale e beneficiario di un lucroso incarico pubblico, per amore della filosofia compromette la sua posizione sociale, sia favorendo il pensiero più avanzato dell'epoca e sia scrivendo testi che lo alienano dai favori della corte, dove gode di consistenti appoggi. Perduto l'incarico si ritira a vita privata studiando filosofia, componendo i suoi libri e animando un salotto intellettuale progressista che alla sua morte sarà mantenuto vivo dalla vedova. Helvétius ha rapporti con tutta l'intellighenzia francese dell'epoca ed è amico di numerosi altri illuministi.

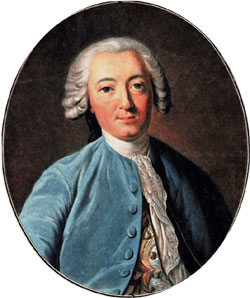
Claude-Adrien Helvétius

I suoi punti di partenza culturali sono sia i grandi moralisti, come La Rochefoucauld e Montaigne, sia sociologi come Montesquieu, sia gnoseologi come Locke, sia scienziati come Newton. Egli però trae stimoli anche da intellettuali contemporanei come Voltaire e Buffon, ma è soprattutto al pensiero sensista di Condillac che guarda nel comporre il suo libro più importante, De l'Esprit, che egli però radicalizza in direzione prettamente materialista. Il concetto di spirito che Helvétius avanza non ha nulla a che fare col concetto tradizionale. Egli dà alla parola spirito il significato di mente, e in quanto a come si formano le idee, con evidenti ricordi del Saggio sull'intelletto umano di Locke, scrive: «Abbiamo in noi due facoltà …due potenze passive .. Una è la facoltà di ricevere le diverse impressioni prodotte dagli oggetti esterni: è la sensibilità fisica. L'altra è la facoltà di conservare le impressioni che questi oggetti ha fatto su di noi: è la memoria. La memoria non è altro che una sensazione continuata ma indebolita.»
Locke non aveva mai pensato di ridurre le idee alla pura sensazione, ma aveva evidenziato come le impressioni siano poi assoggettate ad una complessa elaborazione mentale. Helvétius semplifica all'estremo i processi mentali, facendone dei puri “meccanismi” mentali passivi. Il suo spirito riceve e fissa le impressioni, come una macchina fotografica registra con l'obbiettivo una certa cosa e ne fissa l'immagine per riutilizzarla in seguito. Questo atteggiamento un poco semplicistico si spiega col fatto che Helvétius vuol dimostrare che il cervello umano è completamente plasmabile dall'educazione, e che per fare dei cittadini virtuosi basta educarli in modo opportuno.
Helvétius, poiché voleva la felicità dei cittadini, auspicava una società virtuosa dove però la virtù potesse esse “insegnata”. Ma per teorizzare che l'insegnamento produce effetti prevedibili sulla mente umana (lo spirito)  occorre che essa funzioni come un soggetto passivo, e non volitivo. Solo così, negando il libero arbitrio, è possibile pensare ad “educare a un fine pubblico e virtuoso” tutti i cittadini, con un'istruzione a completo carico dello Stato.
Helvétius enuncia quindi il principio per cui l'individualità va messa sempre al servizio della socialità, e soltanto ciò che è collettivo è virtuoso.  Egli ne fa una questione di "interesse", perché ritiene questo il vero motore dell'agire umano, ma pensa che l'interesse del singolo non stia nel favorire se stesso, ma invece l'insieme sociale, in cui si deve riconoscere. L'assunto è chiaramente espresso in queste parole: «È necessario che all'onestà e nobiltà dell'anima si aggiungano le capacità illuminanti dell'intelligenza; chi mette insieme questi doni di natura segue la bussola della pubblica utilità. Questo è il fondamento di ogni legislazione e di ogni virtù.  Il legislatore deve spingere il popolo ad accettare di sottomettersi alle sue leggi e fissare il principio che bisogna sacrificare i sentimenti individuali per guardare al sentimento dell'umanità intera.»
La prima considerazione che si deve fare è che anche Helvétius non abbandona il concetto di anima, ma lo traduce dallo spiritualismo e dall'idealismo al materialismo.  L'uomo ha l'anima, ma, come già diceva La Mettrie, essa è fatta di materia. La seconda considerazione è che l'’accettazione della sottomissione allo Stato non è però secondo Helvétius qualcosa che può esser imposto con la forza, ma con una giusta educazione che deve plasmare opportunamente l'anima e l'intelligenza, considerati due aspetti complementari dello spirito materiale.

#### D'Holbach
(Barone d'Holbach, Sistema della natura, tomo II, cap. III)
Paul Henri Thiry d'Holbach (1723-1789) è il più importante filosofo ateo del Settecento, perché ha elaborato un vero e proprio sistema filosofico. Per fare ciò ha però dovuto assumere anche qualche elemento di carattere dogmatico tipico delle teologie e ciò gli attirato l'accusa di aver fondato una specie di "metafisica atea". Accusa ingiustificata, perché D'Holbach si è limitato fissare alcuni principi basilari su cui costruire la propria teoria atea, né avrebbe potuto fare altrimenti per conferire omogeneità e coerenza ad essa.  Questi principi sono essenzialmente due, il monismo e il determinismo; il primo concepisce l'universo come un'unità inscindibile che racchiude tutta la realtà con tutte le cose esistenti, il secondo che tutto è governato dalla necessità e nulla può esserci e accadere al di fuori della sua legge fissata ed inderogabile.

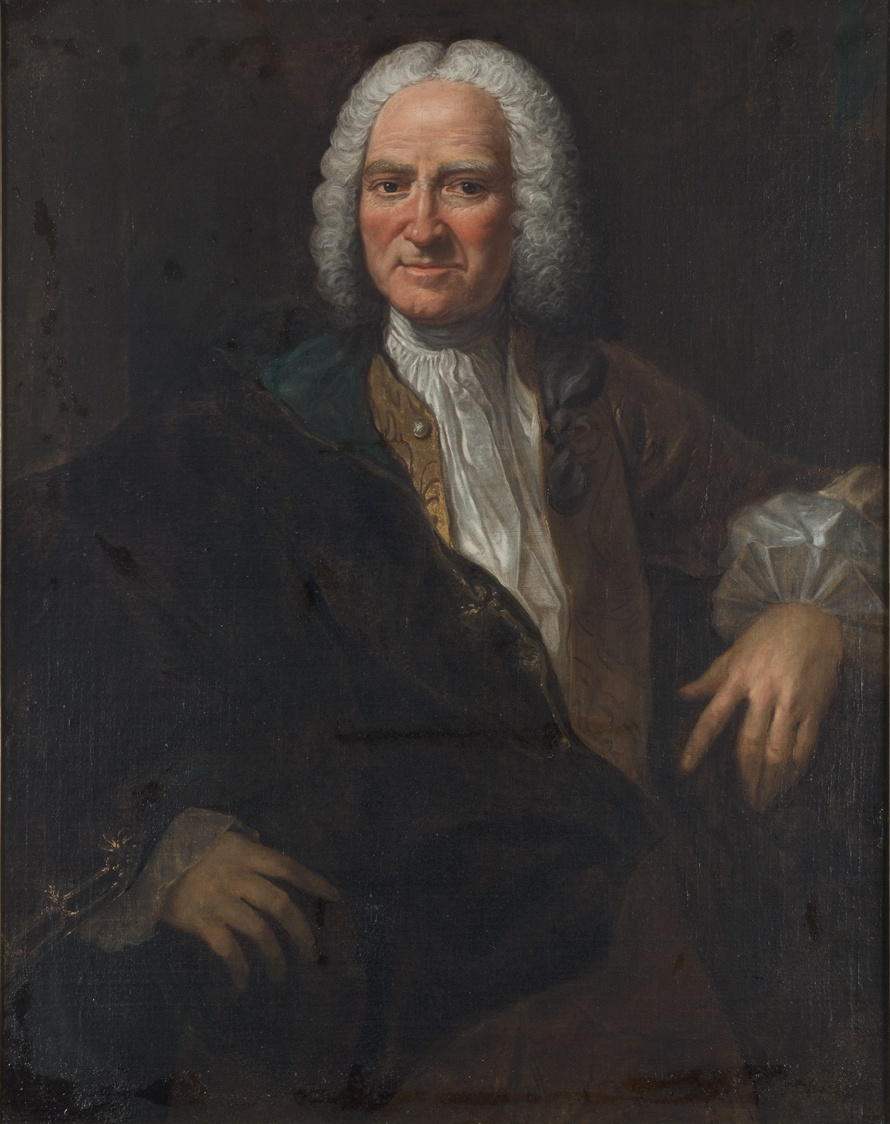
Paul Henri Thiry d'Holbach

Anche ogni uomo nasce perché è necessario che ciò avvenga, in un modo e in contesto anch'essi necessitati. Egli si comporta e agisce necessariamente in un certo modo e non può esser altrimenti, senza che la sua volontà possa cambiare in nulla il suo essere e il suo destino, che è "fissato" dalla necessità stessa. Questo secondo principio è quello che più direttamente colpisce la teologia cristiana, che si basa sulla grazia divina (il favore di Dio) e il libero arbitrio (la libertà di peccare o non peccare). Tutto ciò può apparire come un'eccessiva rigidità dogmatica, è però ciò che dà vera coerenza a tutto il sistema holbachiano, e costituisce anche il suo grande pregio teorico, quello di porsi come "sistema", anche se può destare qualche perplessità e sembrare un po' troppo rigido nelle sue affermazioni.
Nel 1761 D'Holbach pubblica Il cristianesimo svelato, un libro che sconcerta il mondo cristiano per le sue violente accuse contro di esso, contro le sue falsità e le sue prevaricazioni politiche e sociali, contro i privilegi di preti e vescovi, accusati di parassitismo a danno del popolo che lavora e produce. Nel 1770 pubblica  Il saggio sui pregiudizi dove colpisce a fondo l'ignoranza, le superstizioni della religione e i pregiudizi di ordine morale.  Ma la sua opera più importante è Il sistema della natura, pubblicato sotto pseudonimo anche nel 1770 e all'estero (Amsterdam), che è quella in cui espone in modo compiuto il suo sistema filosofico. Segue nel 1772  Il buon senso che è una sintesi del Sistema della natura in una nuova forma letteraria più scorrevole e meno pedante (Hegel diceva che Il sistema della natura era un libro che, oltre che sbagliato per le sue tesi, era anche noioso e illeggibile).  Nel 1776 pubblica La morale universale, un trattato di etica atea con il sottotitolo Catechismo della natura.
Per D'Holbach tutto ciò che esiste è fatto di sola materia, condizionata da una causalità rigida e deterministica, e scrive nel ‘'Sistema della natura'’: "L'universo è costituito solo della materia e del suo movimento, ed è una catena eterna di cause e di effetti, alcuni che conosciamo perché colpiscono i nostri sensi, altri ignoti". La catena delle cause e degli effetti è così enunciata: “In natura si verificano azioni e reazioni di tutti gli esseri che essa contiene gli uni sugli altri, risultandone una serie continua di cause, di effetti e di movimenti. Essi sono governati da leggi costanti, immutabili e necessarie.”   In natura tutto è movimento regolato, ed esso è comandato da leggi della natura che per D'Holbach rispondono rigorosamente alla “necessità” in un determinismo assoluto che riguarda la pietra come l'uomo.
Dice d'Holbach: "I movimenti degli enti sono sempre necessitati dal loro essere, dalle loro caratteristiche e delle cause che su essi agiscono". Il concetto di movimento in D'Holbach, concepito come un meccanismo di azioni e reazioni che producono sforzo nell'oggetto movente e in quello mosso, rinviano a Cartesio più che agli atomisti antichi, che immaginavano un movimento nel vuoto. Per D'Holbach il vuoto non c'è, perché la materia riempie tutto lo spazio dell'universo, esattamente come pensava Cartesio. La metafisica di questi, una volta tolta di mezzo dai materialisti la "res cogitans" (lo spirito), si presta molto bene a definire un universo unitario, fatto di pura "res extensa", quindi materialistico e meccanicistico.

#### Diderot

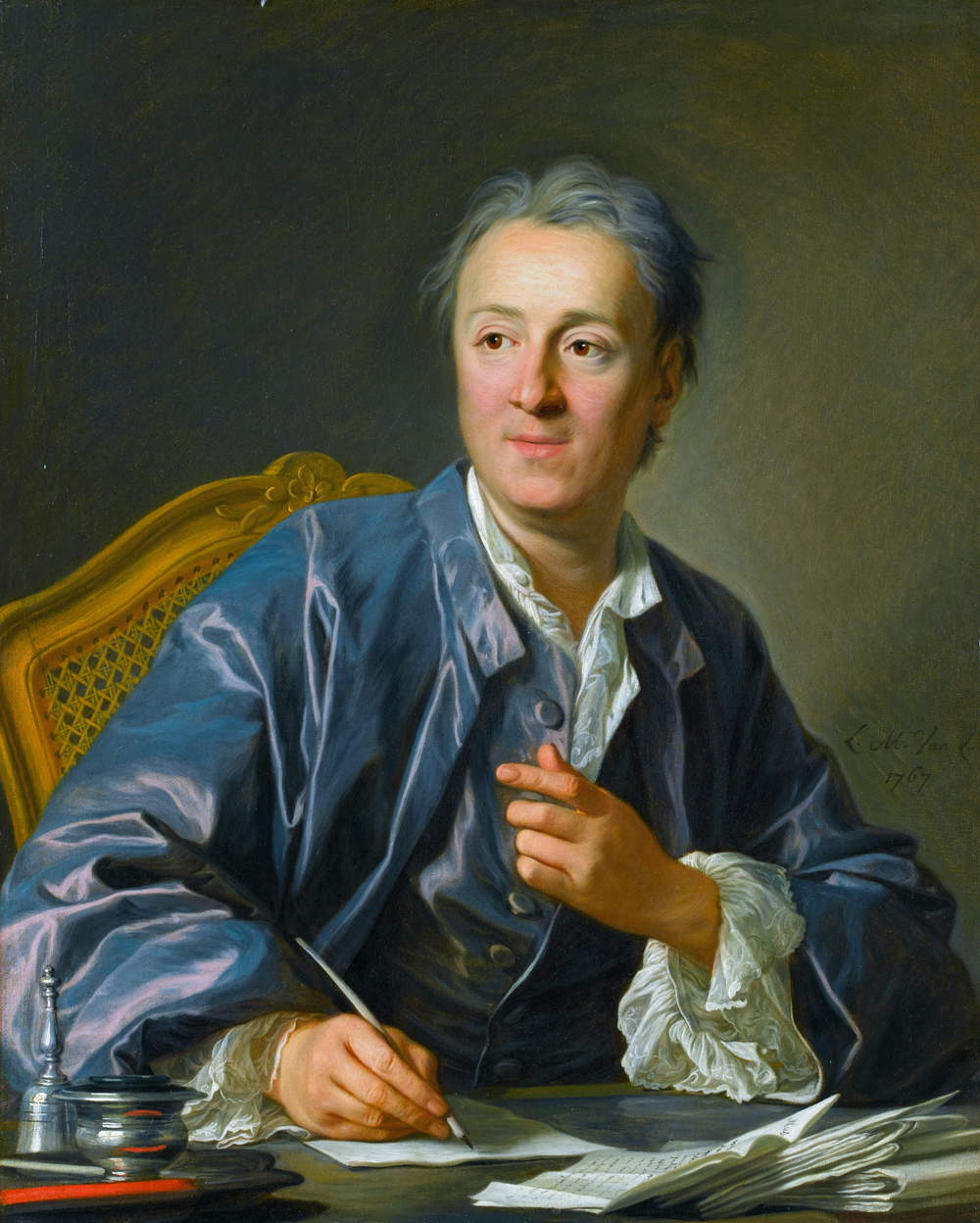
Denis Diderot

Denis Diderot (1713-1784) è certamente materialista, ma in lui il materialismo è più difficile da cogliere in maniera chiara. Egli, a differenza del suo amico D'Holbach, non ne è un teorico e comunque diluisce il suo materialismo entro un iniziale panteismo che sempre più va verso l'ateismo dopo il 1740. Diderot è un filosofo assai complesso, un poligrafo, che si occupa di tutto ma che in filosofia è piuttosto indefinito e per questa ragione ritenuto, a torto, ambiguo. È però importante il fatto che egli in "L'interpretazione della natura" abbozzi un evoluzionismo che diviene una base di partenza, assieme alle idee di Buffon, per i veri teorici dell'evoluzione, Lamarck prima e Charles Darwin poi.

### Il secolo XIX
(Karl Marx, L'ideologia Tedesca, 1845)
Nell'Ottocento la concezione materialistica cessa di essere un punto di vista elitario e minoritario, ma va conquistando sempre più larghi strati del pensiero popolare, molto al di là della ristretta cerchia di intellettuali che lo aveva abbracciato nel secolo precedente. Occorre però fare una distinzione tra un materialismo teorico e un materialismo ideologico o sociologico, perché mentre nel primo esso si esprime come posizione filosofica motivata, nel secondo è esclusivamente una petizione di principio per secondi fini, come quello di colpire i sistemi religiosi sul piano politico o per promuovere un nuovo assetto di una società umana ufficialmente "senza Dio".
Le concezioni materialistiche del XIX secolo sono disperse in molti rivoli, tra i quali è possibile individuarne almeno quattro. Quelle direttamente eredi dell'Illuminismo, che tendono a rifluire perlopiù nella pratica scientifica e che assumono spesso i caratteri di un m. meccanicistico.  Una seconda si esprime in un atteggiamento di tipo quasi fideistico nei progressi della scienza, che viene coniugata con la sociologia e che possiamo definire materialismo scientistico-sociologico. Una terza concerne un materialismo che utilizza in vario modo le acquisizioni evoluzionistiche darwiniane e la nuova psicologia materialistica, esprimendosi anche nella paleontologia e nella biologia: il m.evoluzionistico-psicofisico. Infine un quarto indirizzo, che potremo chiamare m.post-hegeliano, che è il più ricco, ed è rappresentato da pensatori tedeschi che rifiutano Hegel, ma che in vario modo assumono gli schemi della sua dialettica, riconvertendone i termini o sostituendoli.
La complessità degli indirizzi materialistici dell'Ottocento impone, enciclopedicamente, di fornire semplificazioni esemplificative e quindi per nulla esaustive. Esse infatti devono servire più che altro a fornire delle indicazioni corrette sui vari indirizzi e sulle notevoli differenze esistenti all'interno del generico concetto di materialismo. Per gli approfondimenti opportuni sono disponibili testi specialistici sui quali si trovano le specificazioni e i particolarsmi che un'enciclopedia non può ovviamente fornire.

#### Materialismo meccanicistico
Il concetto di materia sul quale si basano gli sviluppi della fisica sino a tutto l'Ottocento è definito classico: successivamente si imporrà una nuova, rivoluzionaria concezione grazie agli sviluppi della teoria della Relatività e della meccanica quantistica. Il concetto di materialismo segue, almeno in parte, le evoluzioni e i passaggi tra le diverse teorie fisiche che si susseguono nel tempo.
Per quanto riguarda il materialismo meccanicistico, un buon esempio ci è offerto da Pierre-Simon de Laplace (1749-1827), astronomo e matematico, autore di una prima opera significativa nel 1796, la Esposizione del sistema del mondo, e poi del complesso Trattato di meccanica celeste pubblicato nell'arco di diversi anni (1799-1815). In essi Laplace applica e sviluppa i criteri del più rigoroso meccanicismo deterministico e materialistico, più o meno come veniva inteso da d'Holbach. Come matematico egli diede un notevole contributo al calcolo probabilistico, dapprima con la Teoria analitica delle probabilità(1812), poi con il Saggio filosofico sulle probabilità, del 1814, ed infine con la Teoria analitica (1814), una sorta di summa della matematica laplaciana. La fama di Laplace sotto il profilo filosofico è legata al suo "determinismo "assoluto", espresso nel celebre passo del Saggio sulle probabilità in cui si legge: " Lo stato attuale dell'universo è l'effetto di quello anteriore e la causa di quello futuro. Un'Intelligenza che conoscesse tutte le forze della natura e la situazione degli esseri che la compongono, ed analizzasse profondamente tali dati, potrebbe esprimere in un'unica formula i movimenti dei grandi astri come quelli dei più piccoli atomi. Tutto gli sarebbe chiaro e il passato come il futuro presenti ai suoi occhi."

#### Materialismo scientistico-sociologico
Il rappresentante più significativo del m.scientistico-sociologico è Auguste Comte (1798-1857), che coniuga la sua fede nelle verità della scienza con l'utopia di voler fare della sociologia una scienza esatta. Discepolo e collaboratore di Saint Simon dal 1818, dopo gli studi all'Ecole Polytecnique di Parigi, egli decide di farsi promotore di una riorganizzazione della società umana su base scientistica, formulando un sistema di pensiero chiamato "filosofia positiva". Suo è anche il conio del termine sociologia, quale studio delle leggi della società umana, distinguendo quella "dinamica" (relativa al progresso evolutivo) da quella "statica" (relativa ai rapporti tra le classi). Egli nel Corso di Filosofia Positiva scrive: "La teoria conduce a considerare possibile l'estensione al campo del sociale di una nuova filosofia analoga agli studi scientifici."  Su questa base ideale Comte elabora un sistema metafisico che vede l'umanità evolvere a) dallo stadio teologico, b) a quello metafisico, infine c) a quello scientifico, che chiama "positivo", di cui si fa legislatore e si propone come pontefice massimo. Una specie di religione materialistica, fondata sul progresso umano alla luce della scienza e non priva di aspetti ridicoli.

#### Materialismo evoluzionistico-psicofisico
Le teorie evoluzionistiche e la riduzione del pensiero a un prodotto materiale di un cervello che è pura materia sono alla base di ciò che è il materialismo evoluzionistico-psicofisico. Esso trova dei precedenti nel pensiero di atei materialisti settecenteschi come La Mettrie e Diderot, ma è soltanto dopo la pubblicazione di L'origine delle specie di Darwin nel 1859 che trova fondate basi teoriche su cui formarsi. In Germania il materialismo evoluzionistico trova subito grande attenzione, ricerca e studio, sin dalla metà del secolo. Numerosi sono gli autori tedeschi importanti e significativi.
Il fisico Julius Robert von Mayer (1814-1878) è lo scopritore dell'equivalenza energetica tra lavoro meccanico e calore, e il formulatore del principio della conservazione dell'energia. Da ciò egli trae lo spunto per negare l'esistenza di qualsiasi forza o spirito che sia all'origine del pensiero e della vita stessa, facendone esiti di un processo di trasformazione della materia, che si evolve dallo strutturalmente semplice al sempre più complesso.
Anche Karl Vogt (1817-1895), zoologo e chimico (allievo di Liebig), vede la realtà in maniera analoga, radicalizzando ancora di più il materialismo evoluzionistico. Riduce tutto l'essere a processi materiali e arriva a ribadire in maniera brutale ciò che già aveva ipotizzato Diderot, cioè che il pensiero non sia altro che un "prodotto". Quindi la sua affermazione (Superstizione e scienza,1854) che "il pensiero sta al cervello come la bile sta al fegato e l'orina ai reni".
Emil Du Bois-Reymond (1819-1896) è un fisiologo che si occupa degli effetti dell'elettricità sul corpo umano. Le sue ricerche riguardano quindi l'elettrofisiologia, nella quale diventa uno dei massimi esperti. Nell'opporsi al vitalismo egli inventa una specie di "elettricismo" del corpo umano su base deterministica. Du Bois-Reymond è anche colui che rilancia il determinismo ontologico laplaciano, coniando l'espressione "Universo di Laplace".
Il fisiologo olandese Jacob Moleschott, (1822-1893) nel 1852 pubblica un Circolo della vita in cui sono espressi concetti simili a quelli di Vogt. Egli vede il pensiero come nient'altro che il prodotto di un cervello che per funzionare bene richiede un'alimentazione adeguata. Col suo noto motto Senza fosforo niente pensiero egli intendeva sostenere che è il metabolismo di ciò che si mangia che fornisce al cervello la materia prima del pensare. Non a caso aveva già pubblicato nel 1850 una Dottrina dei mezzi d'alimentazione. Il suo materialismo diventa anche la base e il pretesto per una violenta critica alla mistificazione religiosa.
Anche Ludwig Büchner (1824-1899), medico e fisiologo, è esponente autorevole del materialismo evoluzionistico, nonché autore di numerose opere in cui viene esposta tale visione del mondo. Egli è anche il fondatore della "Deutsche Freidenkerbund" (Società dei liberi pensatori tedeschi)  e un ateo dichiarato. Nelle sue numerose opere, a cominciare da Kraft und Stoff (Forza e materia), del 1855, egli espone chiaramente un materialismo in base al quale la mente e l'anima non sono altro che frutti evolutivi della materia vivente. Altre sue opere importanti: ‘'Natur und Geist'’ (1857), Aus Natur und Wissenschaft (1884), Der Fortschritt in Natur und Geschichte im Lichte der Darwinschen Theorie (1884), Darwinismus und Socialismus (1894).
Ernst Haeckel (1834-1919) è colui che ha dato maggiore impulso e definizione al materialismo evoluzionistico. Egli con la Morfologia generale delle forme organiche (1866) generalizza l'evoluzione darwiniana a tutte le forme del mondo organico, anticipando persino tesi che Darwin esporrà nella Discendenza dell'uomo del 1871. Per Haeckel la forma, la materia e la forza, sono i tre elementi fondamentali della natura, al di fuori della quale non esiste alcun'altra realtà. Rifiutando il vitalismo e teorizzando un meccanicismo rigoroso Haeckel vede l'avvento della vita sulla terra come un evento "spontaneo", concepisce un monismo assoluto del reale in senso quasi panteistico che echeggia idee di Goethe. Molto famosa è la sua legge biogenetica fondamentale in base alla quale l'ontogenesi ricapitola la filogenesi.
Roberto Ardigò (1828-1920) non è uno scienziato ma un pensatore puro che dal 1871 abbraccia il positivismo materialistico e lo piega in direzione spiccatamente evoluzionistica. Egli concepisce l'evoluzione come una forma progressiva di differenziazione dell'essere, per cui si passa dall'omogeneo all'eterogeneo, dall'indistinto al distinto. Questa differenziazione e pluralizzazione dell'essere riguarda l'ontologia, la biologia, l'antropologia, la sociologia e la psicologia. Ciò che è peculiare in Ardigò rispetto alla maggior parte dei materialisti visti sopra, quasi tutti deterministi, è che egli elabora una "teoria del caso" come frutto di cause che si intersecano in un dato istante del tempo senza essere coerenti tra loro.
Félix Le Dantec (1869-1917) è un biologo e filosofo francese che riformula in L'ateismo del 1906 le posizioni precedentemente assunte in La materia vivente (1893), con un'accentuazione dell'elemento filosofico e di quello antireligioso. Il suo materialismo riprende anche le posizioni di Haeckel, radicalizzandone ulteriormente il monismo meccanicistico e deterministico.

#### Leopardi

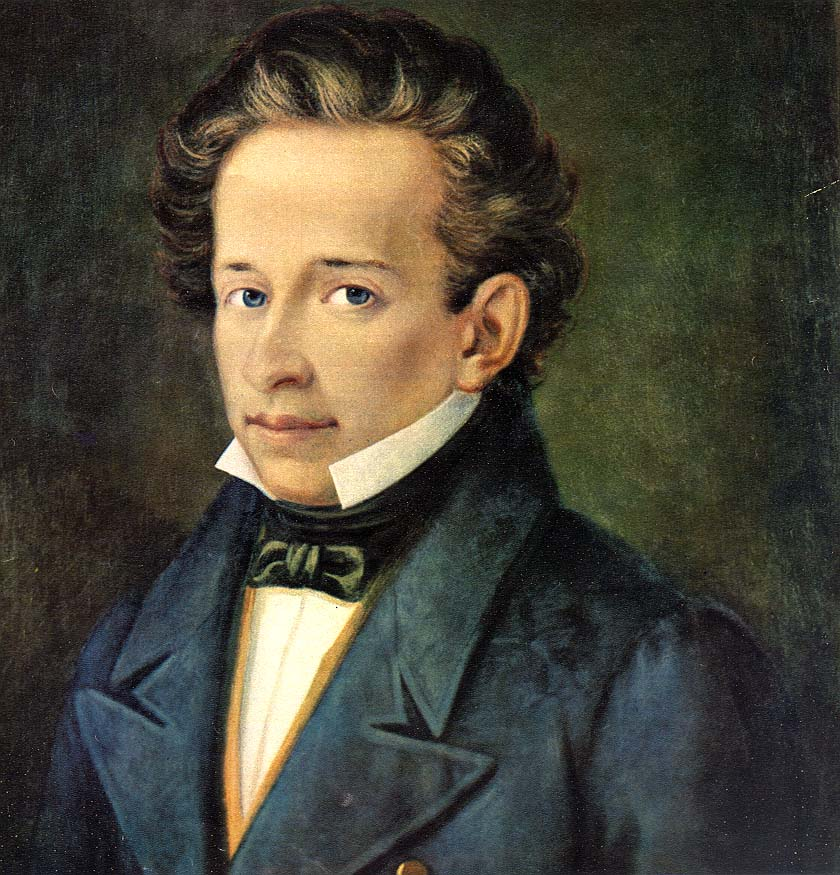
Giacomo Leopardi

Giacomo Leopardi, poeta e filosofo romantico e pessimista, formatosi sulle idee dell'illuminismo, riprende le teorie materialistiche da d'Holbach, e le esprime filosoficamente sotto forma di mito nelle Operette morali, in particolare in Dialogo della Natura e di un Islandese e nel Frammento apocrifo di Stratone da Lampsaco, in cui afferma che 
 riprendendo le idee del Sistema della natura e del Buon senso del filosofo franco-tedesco.

#### Materialismo post-hegeliano e marxismo
A determinare il materialismo post-hegeliano sono alcuni pensatori appartenenti alla corrente che la storiografia qualifica solitamente come "sinistra hegeliana". Anche Stirner e Bakunin si collocano in questa corrente, ma perseguono l'uno un obbiettivo individualistico e l'altro quello anarchico insurrezionale più che una filosofia materialistica in quanto tale. Feuerbach da parte sua sviluppa un'indagine di carattere antropologico che è psicologica e sensistica più che materialistica in senso stretto. Due pensatori, Karl Marx e Friedrich Engels, emergono invece per un grande afflato morale che vede il materialismo come il grimaldello con cui scardinare il sistema sociale esistente con grande coerenza e forza teorica. Il paradosso è che il materialismo che ne nasce si basa su una negazione dello spirito che si origina da una filosofia (e apologia) dello spirito come quella di Hegel, mutandone però i presupposti. Il sistema elaborato è un meta-materialismo, che per quanto carente sotto il profilo ontologico e gnoseologico, è solido convincente ed incisivo sul piano sociologico.

#### Marx ed Engels
Partendo da ambienti e retroterra culturali differenti i due si incontrano a Parigi nell'agosto del 1844 e ne nasce quello straordinario sodalizio che si traduce in un'altrettanto straordinaria svolta per la filosofia, per la sociologia e la politica europea del tempo. Per quanto l'apporto sia diseguale e indubbiamente Marx emerga come colui che dà il maggior contributo, anche Engels ha parte notevole nell'elaborazione, specialmente per sistemazioni e definizioni che sono quelle passate alla storia. Le definizioni di Materialismo Storico  e Materialismo Dialettico sono infatti coniate da Engels e costituiscono le cornici in cui si delinea tale straordinaria ed epocale prospettiva socio-economica tutta tedesca ed antiilluministica, che ignora quasi completamente i precedenti storici apparsi in Francia all'inizio del Settecento.

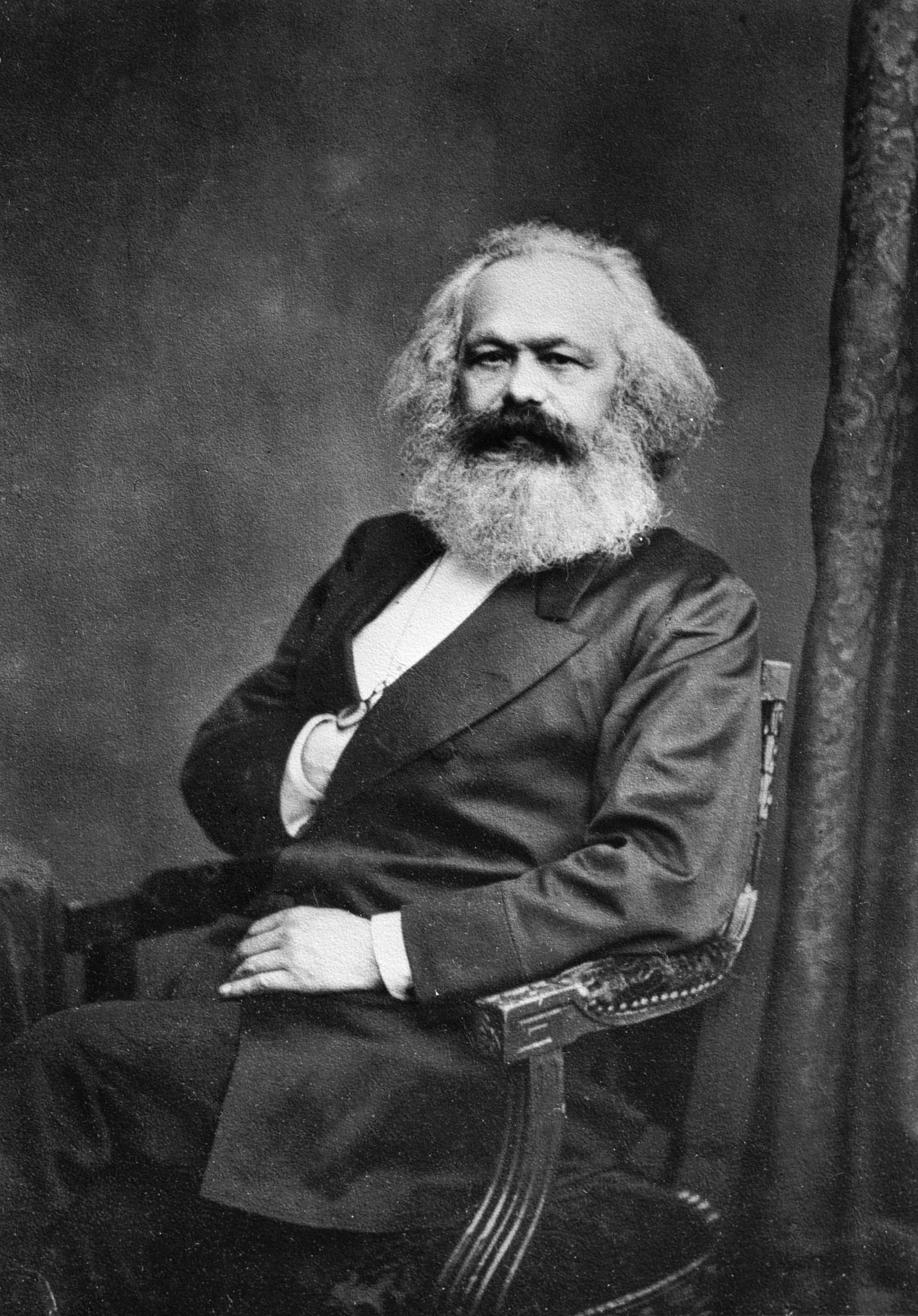
Karl Marx

Materialismo storico è la definizione con cui Engels sintetizza e definisce il sistema di pensiero avanzato dall'amico Marx. L'aggettivo storico sta ad indicare che è attraverso la storia che la realtà si fa e diventa quello che è. Una realtà però non ontologica ma esclusivamente antropologica, perché per Marx l'unica realtà indagabile e da indagare è l'umanità nel suo costituirsi in società. E l'umanità socializzata è costituita essenzialmente dai rapporti di produzione tra i suoi componenti. Sono i rapporti di produzione, la gerarchia del lavoro, i privilegi del datore di lavoro, le condizioni dell'esecutore di lavoro, che formano la coscienza sociale, che è l'unica forma di coscienza da prendere in considerazione. Questa concezione dell'uomo e del rapporto tra uomini in quanto società trova la sua prima formulazione coerente in L'ideologia tedesca del 1846. Troverà ulteriori sviluppi nella Critica dell'economia politica del 1859, e la sua più ampia ed esauriente esposizione.
Marx qui afferma: "l'insieme dei rapporti di produzione costituisce la struttura economica della società, che è il fondamento reale su cui è costruita la sovrastruttura giuridica e politica a cui corrispondono le forme della coscienza."" Nel Capitale, di cui Marx riuscirà a pubblicare solo il 1° libro (1867), mentre i successivi appariranno a cura di Engels tra il 1885 e il 1894, tali concetti trovano ulteriori sviluppi e formalizzazioni di carattere economico. Nel materialismo storico si realizza quindi, da un lato, la totale adesione di Marx al pensiero di Hegel, ma da un altro lato si compie anche il suo distacco da lui, che può venire sintetizzato nel capovolgimento "storico" del concetto di coscienza. Per Hegel, infatti, è la coscienza che determina l'uomo e il suo configurarsi come società, nel marxismo sono invece le modalità del costituirsi del "sociale" a determinare la coscienza dell'uomo che vi si inserisce; è la società che fa l'uomo e non l'uomo che fa la società.
Il Materialismo dialettico è invece la teoria socio-economica assunta a dottrina ufficiale del comunismo in quanto (hegelianamente) teoria "dialettica"  del divenire storico. I principi di essa sono posti da Engels sulle orme di Marx e poi ratificati da Lenin. È nel 1878 che Engels nel suo Antidüring evidenzia le due grandi scoperte di Marx, la prima relativa alla materialità dell'evolvere storico e la seconda come legge del plusvalore quale modalità di sviluppo del potere capitalistico. Egli ribadisce anche come la matrice di tutto ciò fosse in Hegel, ma che vada "capovolto", in maniera che le tesi di Hegel da fumose com'erano nelle sue esposizioni rivelino la loro profonda verità attraverso Marx. Ne derivano tre principi sociologici fondamentali: 1º, che la qualità è convertibile in quantità e viceversa; 2º, che gli opposti si compenetrano; 3º, che la negazione può essere a sua volta negata.
In Dialettica della natura (uscita postuma nel 1925) Engels spiega meglio che il primo principio significa che aggiungendo o togliendo materia cambia la qualità. Il secondo che la materia è continuità e unità nella variazione. Il terzo che ogni sintesi è causa di nuove sintesi.
Il materialismo dialettico è quindi una "dialettica della natura" sulla base del modello hegeliano, ma tradotta in un evoluzionismo che è della natura, ma di una natura di cui l'uomo è protagonista e gestore, e che attraverso il comunismo può realizzare al meglio il suo essere uomo.

#### Lenin
Lenin, le cui teorie verranno applicate da lui stesso alcuni anni dopo, nel XX secolo, nella Rivoluzione d'ottobre, da parte sua così traduceva i tre principi di Engels in Materialismo ed Empiriocriticismo del 1909: 1º, la realtà non è un prodotto della coscienza ed esiste indipendentemente da essa; 2º, la "cosa in sé" corrisponde al fenomeno e solo quando non si conosce adeguatamente il fenomeno si ipotizza una cosa in sé; 3º, la conoscenza è un procedere "dialettico" continuo e mai compiuto. In realtà Lenin si pone il problema di conciliare la base teorica del comunismo con l'evolvere della fisica del tempo. Il materialismo va perciò sottratto a interpretazioni non materialisticamente ortodosse. Con ciò egli però sottintende anche che il concetto ontologico di materia va distinto dal suo concetto storico (marxiano). La scienza può guardare alla materia secondo i "suoi" canoni, ma la filosofia comunista deve considerarla in maniera più complessa, perché nell'esperienza umana vi è anche qualcosa di pensabile come "spirituale" che va ricompreso nel "materiale" ragionando in modo dialettico. La materia va vista come il fondamento vero ed ultimo di ogni esperienza e fatto percepibile dall'uomo e presente alla sua coscienza.
Il materialismo dialettico nella versione leniniana implica anche la "Teoria del Rispecchiamento", che troverà nella cultura comunista una sua ratificazione attraverso il forte influsso del pensiero del marxista ungherese György Lukács (1885-1971), colui che col suo ampio saggio Contributi alla storia dell'estetica del 1954 fissa il canone artistico del comunismo. A Lenin però non interessa ancora porre canoni estetici, ma fissare uno stretto rapporto tra la nuova realtà sociale comunista e l'espressione artistica che viene prodotta. Questa la deve infatti "rispecchiare", ed astenersi da licenze immaginative che estraneino il nuovo uomo comunista dalla realtà, come avveniva nell'arte del passato. L'arte e in generale ogni espressione della cultura non deve essere evasione o puro divertimento, ma immersione nella realtà sociale comunista. L'arte e la cultura sono al servizio della dittatura del proletariato e non del singolo soggetto proletario. È la nuova e virtuosa società comunista, giusta ed egualitaria, il vero soggetto della storia e non gli individui che ne fanno parte, con le loro piccole e meschine aspirazioni e speranze particolaristiche. Importante è ora solo la dialettica storica, (post-hegeliana), che si esprime come la nuova "totalità" statuale che Hegel era riuscito solo a evocare confusamente. Essa si pone contro la gretta "individualità" insita nello spirito borghese e indica il nuovo spirito dell'umanità futura, che si rispecchia nel "sole dell'avvenire" che il socialismo reale ha accesso negli orizzonti del proletario post-borghese.

#### Bakunin
A queste teorie si aggancia anche il grande teorico anarchico del XIX secolo, Michail Bakunin, come concezione per la sua teoria politica. Il materialismo di Bakunin è monistico e deterministico, egli ha dell'universo una concezione armonicistica e unitaria, secondo la quale tutto si concatena e progredisce insieme, dove le leggi che governano la materia bruta sono armonizzate con quelle che promuovono lo sviluppo dello spirito umano. E quindi ne deriva che: "Le leggi dell'equilibrio, della combinazione e dell'azione reciproca delle forze e del movimento meccanico; le leggi del peso, del calore, della vibrazione dei corpi, della luce, dell'elettricità, come quelle della composizione e scomposizione chimica dei corpi, sono assolutamente inerenti a tutte le cose che esistono, comprese le diverse manifestazioni del sentimento, della volontà e dello spirito. Queste tre cose, costituenti propriamente il mondo ideale dell'uomo, non sono che funzioni totalmente materiali della materia organizzata e viva, nel corpo dell'animale in generale e in quello dell'animale umano in particolare. Di conseguenza, tutte queste leggi sono leggi generali, a cui sono sottomessi tutti gli ordini conosciuti e ignoti dell'esistenza reale del mondo".

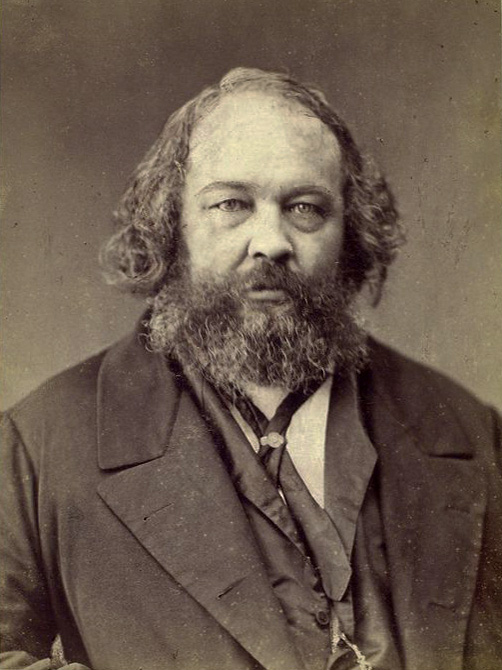
Michail Bakunin

Questo determinismo radicale contrasta ed è parzialmente incoerente con un'idea di libertà umana che appare simile a quella degli Stoici, una libertà di fare ciò che è già scritto nel destino delle leggi della materia. Perciò Bakunin incoerentemente "stacca" l'uomo" dalla cieca natura in base al fatto che l'uomo "ha bisogno di conoscere", e allora da questo bisogno nasce un'istanza di libertà. L'uomo nasce e vive nel bisogno, in quanto animale, ma in quanto essere pensante è libero di progredire indipendentemente dalla natura materiale che lo fonda. La spinta intima a voler conoscere sé e il mondo fa dell'uomo, necessitato per natura, un essere che si fa libero di determinare il proprio destino.

### Il secolo XX
Si è visto che Karl Marx e Friedrich Engels, assumendo (ma rivoltando) la dialettica idealista di Hegel, fornirono al materialismo una concezione sui processi di cambiamento quantitativo e qualitativo chiamata materialismo dialettico, e un'interpretazione materialista del corso della storia, nota come materialismo storico.
Per il marxismo il materialismo è centrale alla "concezione materialista della storia", che si centra sul mondo empirico delle effettive attività umane (pratiche, comprendenti il lavoro fisico) e sulle istituzioni create, riprodotte, o distrutte da quell'attività. In ciò sta l'imporsi del concetto di Praxis (dal greco Πράξις = azione) che Marx teorizza come l'agire indispensabile per il rovesciamento dei rapporti sociali borghesi (Ideologia tedesca, 2). Engels la ribadisce e la rafforza in Antidüring, affermando che per far trionfare la struttura (la totalità reale dei rapporti di produzione e lavoro) contro l'arroganza di una sovrastruttura imposta dal potere della borghesia, la prassi è l'arma necessaria e vincente.
Tra i materialisti storici teorici del '900, spetta un posto importante ad Antonio Gramsci.

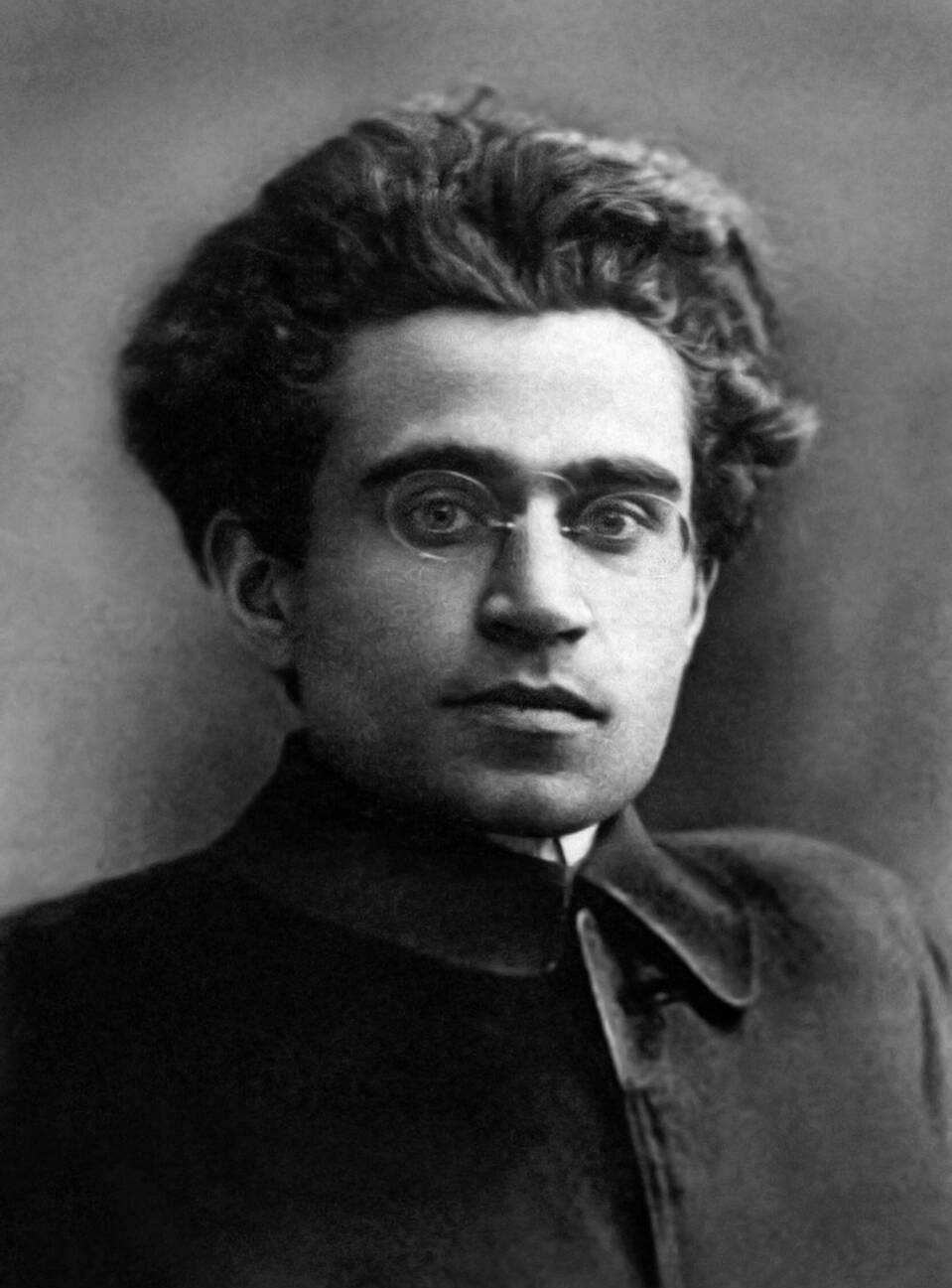
Antonio Gramsci

Il "materialismo" contemporaneo mantiene tuttavia, oltre al significato marxiano, anche la visione del mondo scientifico, sempre rigorosamente "razionalistica", come la tradizione filosofica aveva espresso nell'antico atomismo greco e nell'illuminismo francese del '700. Esso è anche sempre monista e contro ogni dualismo, optando per una concezione del mondo immanentistica e contro ogni forma di trascendenza. Mantiene invece un rapporto assai ambiguo nei confronti del vitalismo (già La Mettrie e Diderot erano materialisti e insieme vitalisti), nei confronti della fenomenologia (sia Jean-Paul Sartre che Merleau-Ponty erano materialisti e fenomenologi), nei confronti dell'idealismo (molti attuali matematici platonisti sono materialisti).
La definizione di "materia" nel materialismo filosofico moderno ha sin dal XVIII secolo una connotazione generale che è rimasta invariata. Per materia non si intendono solo le entità empiricamente osservabili come i fenomeni, insieme ai non-osservabili come l'energia, le forze o la curvatura dello spazio, ma anche a ciò che viene visto come spirito. Lo "spirituale" è sempre una forma del "materiale", e si struttura (secondo la definizione di Huxley) come un epifenomeno della materia, cioè come un fenomeno secondario che deriva dai fenomeni materiali complessi e li accompagna, dando l'erronea sensazione di esserne autonomo e indipendente.
Diversa la concezione di Gustavo Bueno, filosofo spagnolo che sostiene una concezione del tutto originale del materialismo.
Nel Novecento il materialismo perde vigore e, specialmente nella seconda metà del secolo, si assiste ad un graduale ritorno di religiosità e spiritualismo diffusi. Il fenomeno è da imputarsi a tre emergenze principali. La prima può venire definita "la crisi della modernità" e riguarda un crescente disagio di fronte all'appannarsi dei valori tradizionali e a difficoltà esistenziali legate al "benessere". La seconda consiste in una minor fiducia, e talvolta aperta sfiducia ed ostilità, nei confronti del progresso scientifico, vedendo la scienza e la tecnologia come produttrici di disumanizzazione e di guasti per l'ambiente. La terza causa è da vedersi nel montante rifiuto concettuale di un materialismo "imposto", di stato, in alcune aree del pianeta, che per contrappasso spinge l'insoddisfatto a cercare orizzonti non materialistici. Ma ciò non tanto, o non solo, recuperando la religiosità dei padri, ma guardando piuttosto alle filosofie spiritualistiche orientali, specialmente al Buddhismo. Aspetto di moda di queste tendenze è il fenomeno denominato New Age, che nasce negli USA e contamina presto l'Europa, soprattutto negli strati giovanili, ma la cui spinta sta comunque riducendosi dai primi anni del XXI secolo, che rivelano un certo ritorno alla religione tradizionale.
Ad ogni modo, si deve ammettere che per sé, il materialismo monistico, deterministico e riduzionistico, sul terreno della gnoseologia del reale mostra non poche difficoltà. Ove rinunci a posizioni aprioristiche di principio, non trova infatti forti basi sufficienti a formulare una tesi filosofica compiuta, né soddisfa l'esperienza umana nella sua complessità. Per questa ragione il materialismo puro perde ormai da qualche decennio l'attenzione e l'interesse dei quali aveva goduto nell'Ottocento e nella prima metà del Novecento. Per non perdere definitivamente terreno esso deve ora fare riferimento alla scienza e assumerne i criteri, facendo in modo che il pensiero materialistico si riqualifichi come una anti-spiritualismo non ideologico ma realistico.

## Materialismo contemporaneo

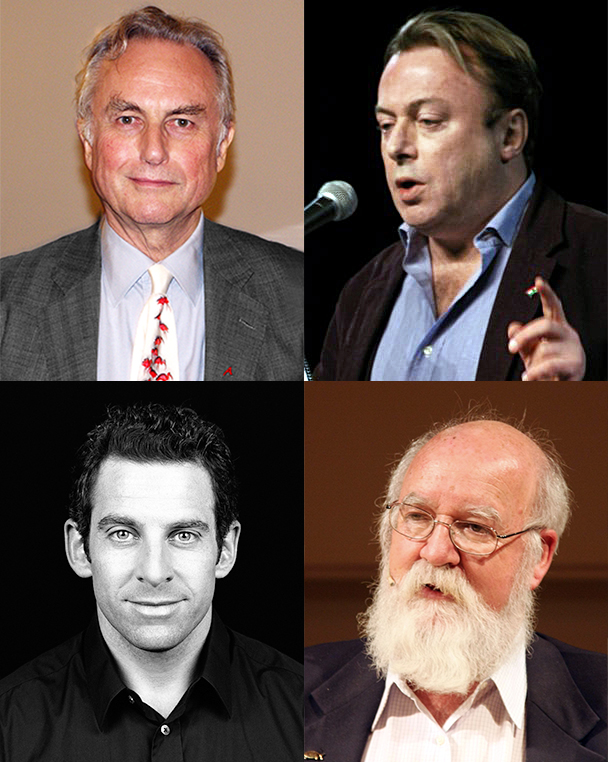
Quattro celebri materialisti del XXI secolo: i cosiddetti "quattro cavalieri della non-Apocalisse" del nuovo ateismo. In senso orario, da sinistra in alto: Richard Dawkins, Christopher Hitchens, Daniel Dennett, e Sam Harris

Il pensiero materialistico ha nel XXI secolo l'opportunità sia di ri-fondarsi su quel background scientifico vasto e profondo che ha ormai permeato la cultura avanzata, e sia di assumere specifiche teorie scientifiche nei loro aspetti qualificanti, abbandonando i presupposti ideologici che l'hanno caratterizzato in passato. Esso può diventare un fisicalismo "evoluto" per quanto riguarda la concezione di ciò che è la materia inorganica. Ma può anche configurarsi come un evoluzionismo "avanzato" per quanto riguarda il mondo vivente, costituendosi come una nuova maniera concreta di fare filosofia, sganciato da quei presupposti hegeliani che l'avevano fondato e alimentato nell'Ottocento.
Ispirata dalla materia filosofica, la materia fisica è però considerata legata strettamente all'energia secondo le teorie che hanno sostituito la meccanica classica, ovvero la sua evoluzione, la relatività generale, e la meccanica quantistica; la materia sta al centro dell'analisi della fisica al pari del concetto di energia e di spaziotempo, e rivela nei suoi costituenti elementari dei caratteri sorprendenti e ben più sottili di quanto immaginato precedentemente, rilevabili solo da un'analisi sperimentale e da un'elaborazione teorica su basi matematiche. Tuttavia l'elaborazione delle moderne teorie fisiche richiese ai suoi fondatori un grosso sforzo di analisi concettuale e interpretazione filosofica. Oltre a ciò è indubbio che le implicazioni filosofiche delle moderne teorie siano ritenute generalmente molto profonde.
Dunque le scoperte della fisica contemporanea, che hanno eliminato ogni equivoca distinzione newtoniana di materia ed energia, hanno tolto alla speculazione puramente filosofica ogni preminenza nell'analisi di tipo scientifica del concetto di materia.
Il filosofo, meglio se di formazione scientifica o egli stesso scienziato, continuerà ad occuparsene, purché non trascuri la necessaria base scientifica delle attuali conoscenze e concezioni della materia che restano infatti, assieme ai correlati concetti di energia, informazione, spazio, tempo, al centro delle analisi della filosofia della fisica.
Il neodarwinismo e le applicazioni della fisica quantistica in cosmologia e in biologia (biologia quantistica), oltre che l'elaborazione in matematica della teoria del caos, hanno ridato nuova linfa al materialismo (più indeterminista e probabilista che determinista e meccanicista) sia in ambito filosofico che soprattutto scientifico, dove è teoria molto diffusa tra fisici, matematici, cosmologi, astronomi, logici e biologi.
Materialismo neo-riduzionista
Il materialismo moderno sembra però non potersi che alleare, quasi per definizione, ai principi metodologici del riduzionismo scientifico, secondo i quali gli oggetti o i fenomeni macroscopici e percepibili, individuati solo a un livello di descrizione, se sono genuini, debbono trovare fondamento, ed essere spiegabili, solo al livello più profondo del sistema fisico o biologico considerato. Questo livello è quello delle particelle elementari in fisica, come il "livello limite" della materia a cui guardare come fondamento dell'essere, in biologia la cellula e i suoi sub-componenti come essenza fondamentale del fenomeno vita.
Il classico materialismo, riduzionista e adattato alle nuove scoperte scientifiche della fisica quantistica, si ritrova in alcuni pensatori moderni come Michel Onfray, Richard Dawkins, Stephen Hawking, Daniel Dennett, Jim Al-Khalili, Lawrence Krauss, Piergiorgio Odifreddi e altri (spesso esponenti o vicini al "nuovo ateismo" di tipo antiteista e anticlericale) poiché in lotta contro il risorgere del fenomeno religioso anche in forma pervasiva e integralista, i quali - più che le idee del materialismo storico e dialettico marxiano a lungo dominanti nel campo materialista del XX secolo e da molti non più accettate a causa delle degenerazioni politiche del socialismo reale - riprendono le tesi di Epicuro, degli illuministi materialisti come d'Holbach, del positivismo e di intellettuali, scienziati e studiosi razionalisti del secolo precedente (come Bertrand Russell, Isaac Asimov, Carl Sagan, Paul Dirac, Richard Feynman e altri). 

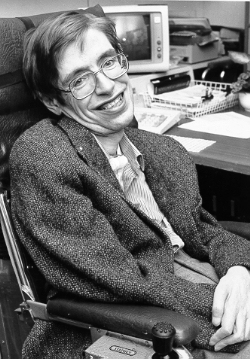
Stephen Hawking alla NASA negli anni '80

Hawking ad esempio riadatta allo scenario cosmologico moderno alcuni classici ragionamenti del materialismo settecentesco (Holbach e Meslier):
In anni recenti Paul e Patricia Churchland hanno sostenuto per contro una forma estrema di materialismo, il materialismo eliminativista o eliminativismo, il quale sostiene che i fenomeni mentali semplicemente non esistono affatto — che i discorsi sulla mente riflettono una spuria "psicologia popolare" (Folk Psycology) che semplicemente non ha nessuna base fattuale, un po' come la cultura popolare parla di malattie causate dal demonio. Con essi, sostengono gli autori dualisti critici, si ritorna al materialismo riduzionista dell'Ottocento, come se il complesso dibattito novecentesco sul concetto di "materia" non fosse esistito.
Materialismo non riduzionista
Vi è però anche un materialismo non riduzionista e più complesso che costituisce la nuova frontiera del pensiero filosofico contemporaneo. Esso tende invece ad una visione più ampia, includendo nel giudizio sulla realtà materiale tutta la sfera di oggetti e fatti della percezione umana ed anche i suoi sentimenti (etici, estetici, conoscitivi, eccetera). Questo "materialismo complesso", ritenendo i fenomeni reali non tutti spiegabili nei termini canonicamente usati per i costituenti materiali di base, ricerca nuovi orizzonti ontologici. Esso viene talvolta anche chiamato postmaterialismo (spesso scritto post-materialismo) in senso ontologico-esistenzialistico, perché il livello ontologico è la base che fa da sfondo a quello esistenziale. È questa una nuova Weltanschauung di carattere ateo, che si qualifica quindi come un esistenzialismo ateo o un ateismo esistenzialistico che conduce a un nuovo orizzonte dell'esistere umano e che pone un nuovo concetto filosofico che si può chiamare della "esistenzialità" umana.
L'esistenzialità è infatti, pragmaticamente, ciò che riguarda e interessa l'essere e l'esistere di un animale chiamato homo sapiens, esperiente e pensante, in rapporto all'onticità dell'universo, che per quanto si possa capire è di tipo meccanicistico: quindi non-esperiente e non-pensante. L'uomo ha quindi un ruolo particolare, ma solamente "in rapporto a se stesso" e a nient'altro dell'universo. L'uomo è molto importante "per se stesso" nel "darsi un senso" del proprio esistere, ma del tutto insignificante rispetto a "tutto il resto" dell'universo, nella misura in cui è insignificante la Terra e lo è il Sistema Solare che la include.
Anche l'ambito delle scienze cognitive contemporanee offre interessanti spunti post-materialistici. Tra questi indirizzi va considerato quello di Jerry Fodor che sostiene in modo influente questa concezione, secondo la quale le leggi e le spiegazioni empiriche in "scienze speciali" come la psicologia o la geologia sono invisibili dalla prospettiva della, diciamo, fisica di base.
Una vigorosa letteratura si è sviluppata intorno alla relazione fra diverse concezioni post-materialistiche del pensiero contemporaneo.